# Seis días de Hasselt
Los Seis días de Hasselt era una carrera de ciclismo en pista, de la modalidad de seis días, que se disputaba en Hasselt (Bélgica). Su primera edición data de 2006 y se celebró hasta 2009 con tan solo cuatro ediciones.

## Palmarés
| Año  | Ganadores                   | Segundos                    | Terceros                            |
| ---- | --------------------------- | --------------------------- | ----------------------------------- |
| 2006 | Iljo Keisse Matthew Gilmore | Robert Slippens Danny Stam  | Tom Steels Marco Villa              |
| 2007 | Bruno Risi Franco Marvulli  | Marco Villa Iljo Keisse     | Dimitri De Fauw Alexander Aeschbach |
| 2008 | Bruno Risi Franco Marvulli  | Kenny De Ketele Iljo Keisse | Danny Stam Marco Villa              |
| 2009 | Bruno Risi Kenny De Ketele  | Leif Lampater Léon van Bon  | Franco Marvulli Tim Mertens         |